# Аресибо (обсерватория)
Обсерватория Ареси́бо (англ. National Astronomy and Ionosphere Center, NAIC) — астрономическая обсерватория в Пуэрто-Рико, в 15 км от города Аресибо, на высоте 497 м над уровнем моря. При обсерватории имелся радиотелескоп, который использовался для исследований в области радиоастрономии, физики атмосферы и радиолокационных наблюдений объектов Солнечной системы.
Исследования проводились Корнеллским университетом в кооперации с Национальным научным фондом США, код обсерватории «251». Обсерватория является также Национальным центром астрономии и ионосферы США (англ. National Astronomy and Ionosphere Center, NAIC).
Главный радиотелескоп Аресибо входил в число крупнейших в мире из использующих одну апертуру. Введён в строй 1 ноября 1963 года; 1 декабря 2020 года разрушился в результате износа несущей конструкции.

## Основные параметры радиотелескопа
- Рабочий диапазон длин волн: от 3 см до 1 м.
- Рабочий диапазон радиочастот: от 300 МГц до 10 ГГц
- Фокусное расстояние: 132,5 м.
- Форма зеркала рефлектора: сферическая поверхность
  - Диаметр зеркала рефлектора: 304,8 м.
  - Глубина зеркала рефлектора: 50,9 м.
  - Площадь зеркала ≈ 73 000 м².
- Система энергоснабжения — мобильный линейный источник питания, разработанный и изготовленный компанией TRG, Inc., Antenna & Microwave Dept[3].

### Особенности конструкции

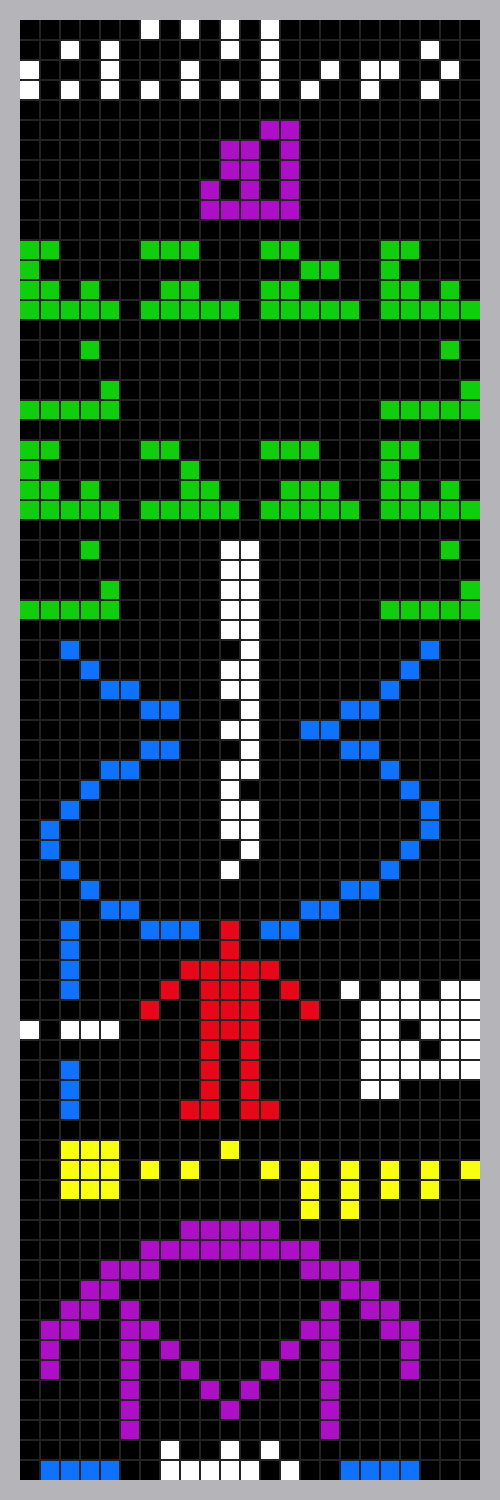
«Послание Аресибо» с цветовым выделением частей. Оригинальное послание не содержало цветовой информации

Рефлектор телескопа расположен в естественной карстовой воронке и был покрыт 38 778 перфорированными алюминиевыми пластинами (размером примерно 1×2 м), уложенными на сетку из стальных тросов. Облучатель антенны подвижный, был подвешен на 18 тросах к трём башням. Наведение телескопа на заданную точку небесной сферы осуществлялось путём перемещения облучателя.
Для проведения исследований по программе радиолокационной астрономии в обсерватории имеется передатчик мощностью 0,5 МВт. С помощью этого передатчика 16 ноября 1974 года было отправлено «Послание Аресибо».
Телескоп «Аресибо» можно было навести на определённую точку в небе с помощью перемещения подвижного облучателя антенны — он был подвешен на 18 тросах к трём башням. В августе 2020 года один из тросов оборвался, а в ноябре не выдержал ещё один трос. Из-за разрушений пострадало главное зеркало — в нём образовался разлом размером в 30 метров. Проверки показали, что в дальнейшем использовать радиотелескоп будет небезопасно, а попытки починить его могут угрожать жизни рабочих, поэтому от ремонта прибора решили отказаться.

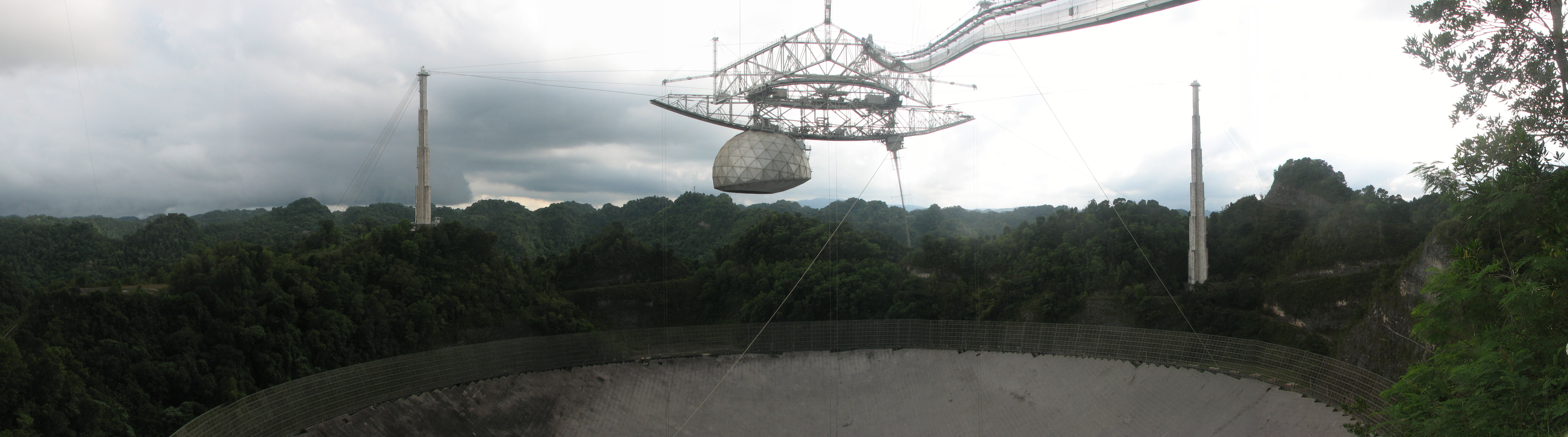
Панорамный снимок
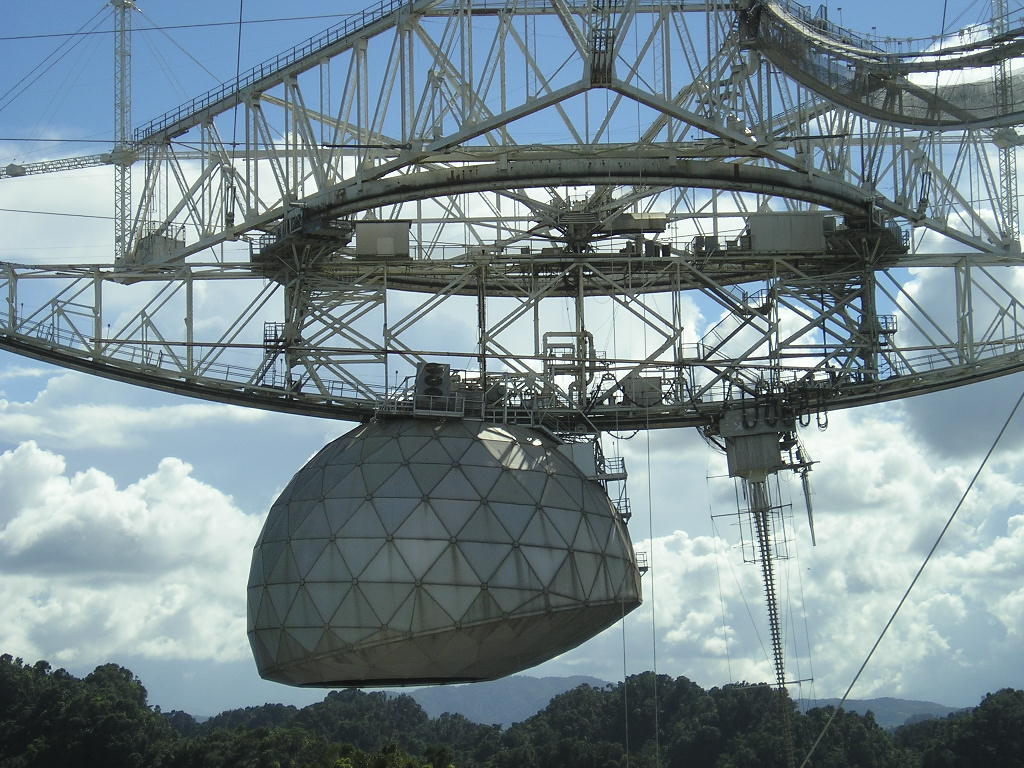
Облучатель

### История

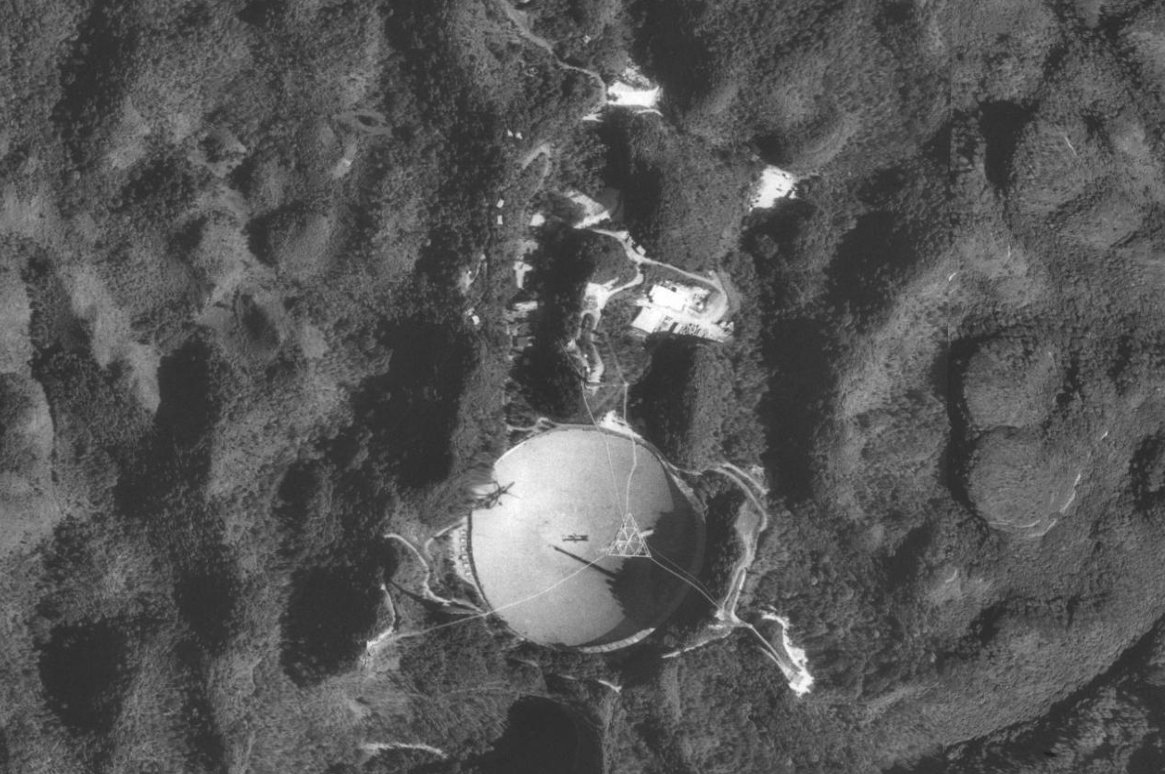
Вид на обсерваторию с высоты

Строительство радиотелескопа было начато в 1960 году. Первоначальным назначением телескопа были исследования ионосферы Земли. Автор идеи строительства: профессор Корнеллского университета Уильям Гордон. Официальное открытие обсерватории Аресибо состоялось 1 ноября 1963 года.
В 2010 году Экспертный совет при Национальном научном фонде США порекомендовал сократить на 24 % финансирование радиообсерватории в Аресибо и найти дополнительные источники финансирования до 2011 года. Руководство Корнельского университета, в чьём ведении находится обсерватория в Аресибо (под формальным названием Национальный центр астрономии и ионосферы, NAIC), выразило разочарование от рекомендаций экспертного совета.
Разрушение

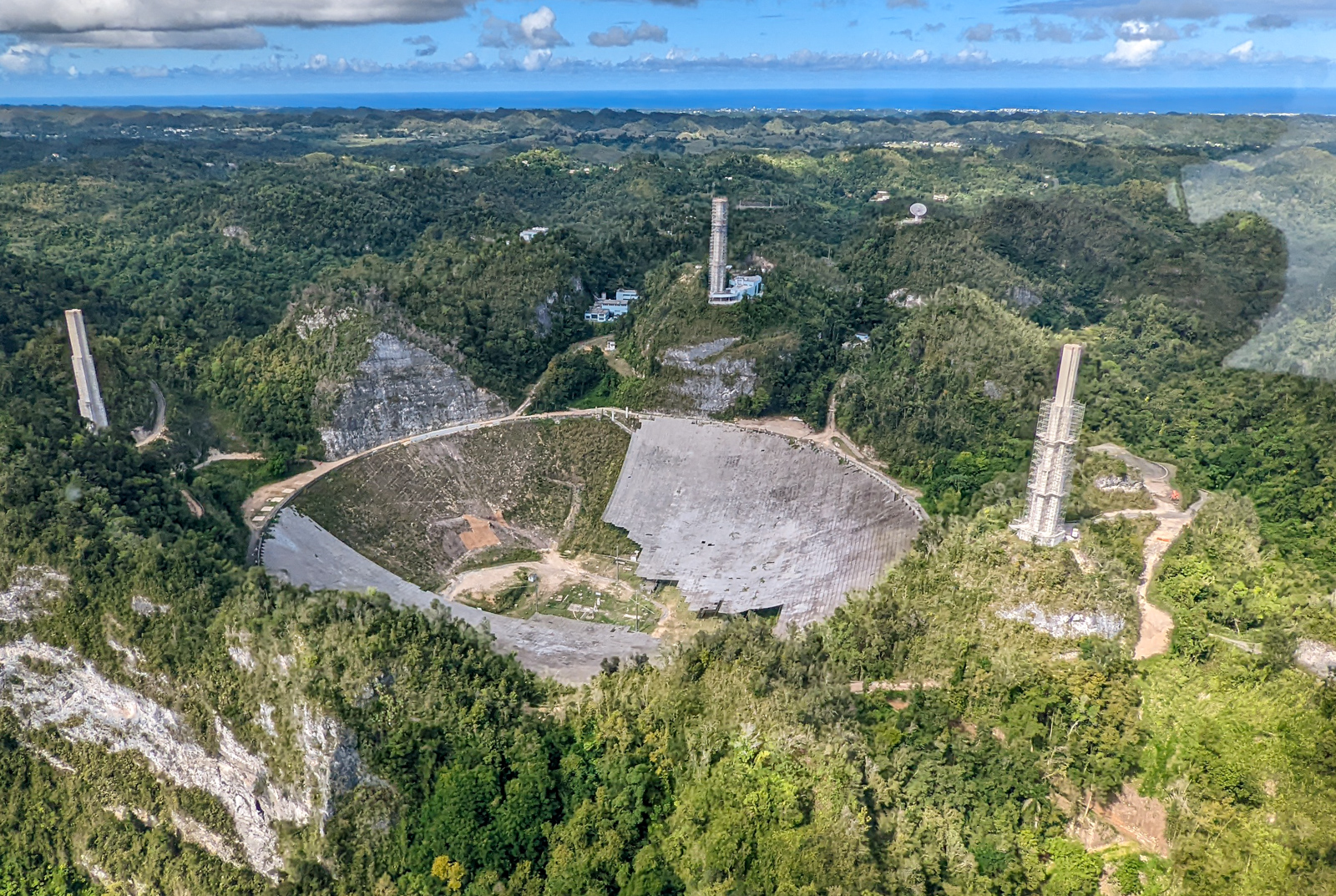
Частично демонтированный главный радиотелескоп обсерватории в декабре 2021 года

- В январе 2014 года землетрясение магнитудой 6,5[6] вызвало повреждение одного из тросов, но его удалось отремонтировать[7].
- 20 сентября 2017 года ураган «Мария» сломал пополам 29-метровую радарную антенну радиотелескопа, её обломки пробили главное зеркало телескопа и повредили вспомогательное[8][9].
- 10 августа 2020 года во время атлантического тайфуна «Исайя»[англ.] лопнул один из прикреплённых к трём мачтам стальных тросов, удерживавших приёмник радиоволн на высоте 137 метров; соответственно, возросла нагрузка на остальные тросы[10]. Зеркало телескопа было серьёзно повреждено лопнувшим тросом, пробившим дыру длиной около 30 метров[11].
- 7 ноября произошёл разрыв одного из основных стальных поддерживающих тросов радиотелескопа, который разрушил часть самого зеркала. 19 ноября NSF объявил о решении закрыть радиотелескоп.
- 1 декабря NSF сообщил об обрушении 820-тонной конструкции с приёмной аппаратурой на главное зеркало радиотелескопа, что привело к разрушению последнего[12][13].

На демонтаж огромного радиотелескопа придётся потратить до 50 млн долл. Строительство на месте «Аресибо» нового радиотелескопа оценивается в сумму свыше 450 млн долл.

## Научный вклад обсерватории
- 7 апреля 1964 года Гордон Петтенгилл и Р. Дайс уточнили сидерический период вращения Меркурия с 88 до 59 дней.
- В 1968 году измерение периодичности пульсара в Крабовидной туманности (33 мс) и аналогичные измерения для подобных объектов, которые позволили подтвердить существование нейтронных звёзд.
- В 1974 году Рассел Халс и Джозеф Тейлор обнаружили первый двойной пульсар PSR B1913+16, (за это они были удостоены Нобелевской премии по физике в 1993 году).
- 16 ноября 1974 года в направлении шарового звёздного скопления М13, находящегося на расстоянии 25000 световых лет в созвездии Геркулеса, было отправлено послание к иным цивилизациям.
- В 1982 году обнаружен первый «миллисекундный» пульсар PSR J1937+21, (Don Backer, Shri Kulkarni и другие). Частота вращения этого объекта — 642 раза в секунду (он до 2005 года был самым быстровращающимся из обнаруженных пульсаров).
- В 1990 году Александр Вольщан обнаружил пульсар PSR 1257+12, у которого, при дальнейшем его изучении, были открыты первые планеты за пределами Солнечной системы.
- В 1994 году в приполярных областях Меркурия обнаружены поверхности, сходные по радиоотражающим свойствам с водяным льдом.
- С 1999 года информация с этого радиотелескопа поступает для обработки проектом SETI@home, посредством подключённых к Интернету компьютеров добровольцев[15].
- В 2003 году группой американских учёных впервые был зафиксирован Эффект Ярковского.
- 23 сентября 2008 года обсерватория в Аресибо была внесена в Национальный реестр исторических мест США (NRHP) под номером 07000525[16].
- В 2004 году телескопом обсерватории был открыт «пульсар» PSR J1906+0746, радиопучок которого исчез в 2010 году из поля зрения земных телескопов вследствие геодезической прецессии.

## Последствия разрушения радиотелескопа
По мнению специалистов, выход из строя радиотелескопа «Аресибо» фактически положил конец поиску внеземных цивилизаций. Следующий по мощности американский радиотелескоп в обсерватории «Грин-Бэнк» в Западной Виргинии в пять раз менее чувствителен к слабым сигналам из космоса. Единственным равноценным радиотелескопом в мире является китайский FAST. Однако из-за вращения Земли для круглосуточного наблюдения за определённой точкой Вселенной, откуда могут поступать сигналы, требуются два телескопа в разных полушариях.
NSF планирует вернуть в строй второстепенные инструменты обсерватории, включая использующиеся для изучения верхних атмосферных и ионосферных слоёв два комплекса LIDAR, один из которых расположен восточнее Пуэрто-Рико на острове Кулебра.
Пока же КНР предлагает воспользоваться их новым радиотелескопом FAST в качестве планетарного радара (сегодня это один из самых больших радиотелескопов в мире с антенной диаметром 500 метров).

## В популярной культуре
Благодаря запоминающейся форме и концепции радиотелескопа обсерватория была представлена во многих современных произведениях. Она была использована как место действия в фильме бондианы «Золотой глаз», фильме ужасов «Особь» и научно-фантастическом фильме «Контакт» (по одноимённому роману Карла Сагана, в котором тоже упоминается эта обсерватория), а также в эпизоде «Маленькие зелёные человечки» (Little Green Men) сериала «Секретные материалы». В 2014 году радиотелескоп, занимающийся поиском внеземной жизни, был показан в видеоинсталляции «Великая тишина» (The Great Silence), авторами который был творческий дуэт Аллора и Кальсадилья в сотрудничестве с писателем-фантастом Тедом Чаном.